# Samsung C&T Corporation
Samsung C&T Corporation (tidligere Samsung Corporation) (koreansk: 삼성물산, Hanja: 三星物産)KRX: 000830

, etableret i 1938, er en bygge- og anlægsvirksomhed og en del af Samsung og består fortiden af Engineering & Construction Group og Trading & Investment Group. Virksomheden skiftede i 2007 navn fra Samsung Corporation til Samsung C&T Corporation.

## Forretningsområder

### Kerneforretningsområder

#### Ingeniørvidenskab, byggeri og anlæg (Engineering & Construction Group)
- Skyskrabere - Burj Khalifa, Petronas Twin Towers, Taipei 101
- Industriaanlæg & Kraftværker - Shuweihat S2 IWPP i Abu Dhabi, Singapore LNG Terminal 2nd Berth, Qurayyah IPP i Saudi Arabien
- Civil infrastruktur- Incheon Grand Bridge, Abu Dhabi Salam Underground Motorway
- Boliger - Raemian-lejligheder.

#### Handels & investeringsselskaber (Trading & Investment Group)
- Energi & Miljø - Energiproduktion, Bioenergiværker
- Naturressourcer - Olie/Gas, kul, Metaller & Mineraler
- Industrielle materialer - Stål, kemikalier, Elektronik, Tekstiler